# Kedhigandu

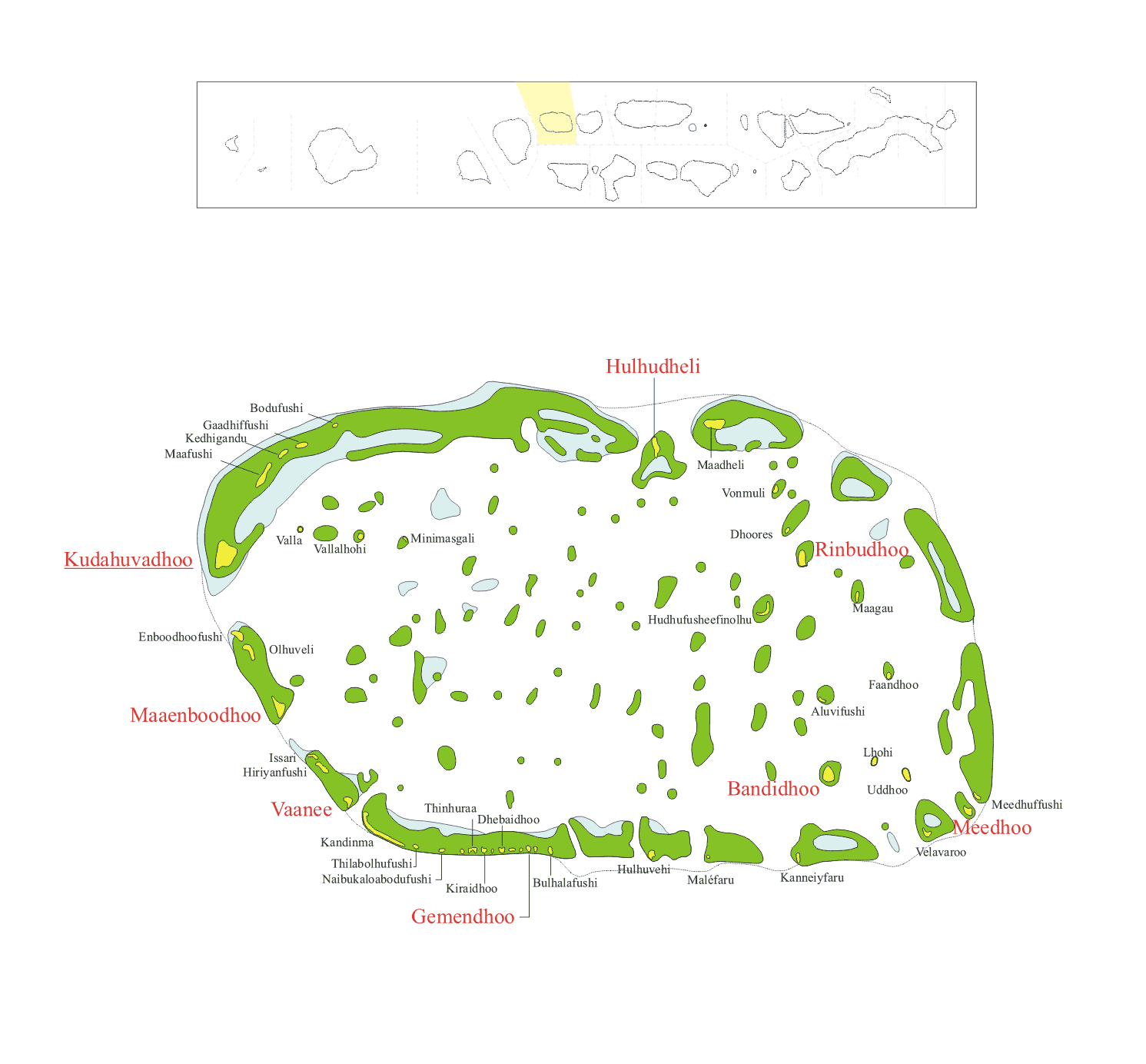
Carte de l'atoll de Kedhigandu

Kedhigandu est une petite île inhabitée des Maldives.

## Géographie
Kedhigandu est située dans le centre des Maldives, au Sud-Ouest de l'atoll Nilandhe Sud, dans la subdivision de Dhaalu. 